# Motschulskium
Genre
Motschulskium est un genre de coléoptères de la famille des Ptiliidae.

## Liste d'espèces
Selon ITIS (15 avril 2021) :
- Motschulskium sinuatocolle Matthews, 1872